# Картагинска религија
Картагинска религија је директан наставак феничанске политеистичке религије у Леванту с локалним утицајем древне Либије. 
Пантеон представљају четири бога - Баал Хамон, Танит, Мелкарт и Ешмун.
Специфична карактеристика ове религије је строго држање традиције људског жртвовања, а посебно деце, чија се сагласност налази у Библији - Гехени. 
Након уништења Картагине (146 пре нове ере - Опсада Картагине), пуници су прешли на јудаизам, а суочени са сумњом да ће током средњег века практиковати стару веру, појавила се оптужба за крвне клевете. 